# Незнайомець з Пекоса
"Незнайомець з Пекоса" (англ. The Stranger from Pecos) - вестерн 1943 року режисера Ламберта Гілльйєра за сценарієм Адель Баффінгтон. Це друга стрічка із серії фільмів про маршала "Неваду" Джека МакКензі. В головних ролях зіграли Джонні Мак Браун, Реймонд Гаттон, Кірбі Грант, Крістін Макінтайр та Едмунд Кобб. Фільм вийшов у прокат 10 липня 1943 року.   

## У ролях
- Джонні Мак Браун - "Невада" Джек МакКензі
- Реймонд Гаттон - Сенді Гопкінс
- Кірбі Грант - Тома Барстоу
- Крістін Макінтайр - Рут Мартін
- Стів Кларк - Клем Мартін
- Едмунд Кобб - Берт Салем
- Сем Флінт - Джонатан Ворд
- Чарльз Кінг - Гармон
- Рой Баркрофт - шериф Бен
- Бад Осборн - Гас
- Арті Ортего - Ед
- Лінтон Брент - Джо
- Мілберн Моранте - Піт
- Роберт Фрейзер - Білл Барстоу
- Фрості Ройс  - підручний
- Керміт Мейнард - Бад Салем

## Зовнішні посилання
- Незнайомець з Пекоса на сайті IMDb (англ.)